# 한신 버스

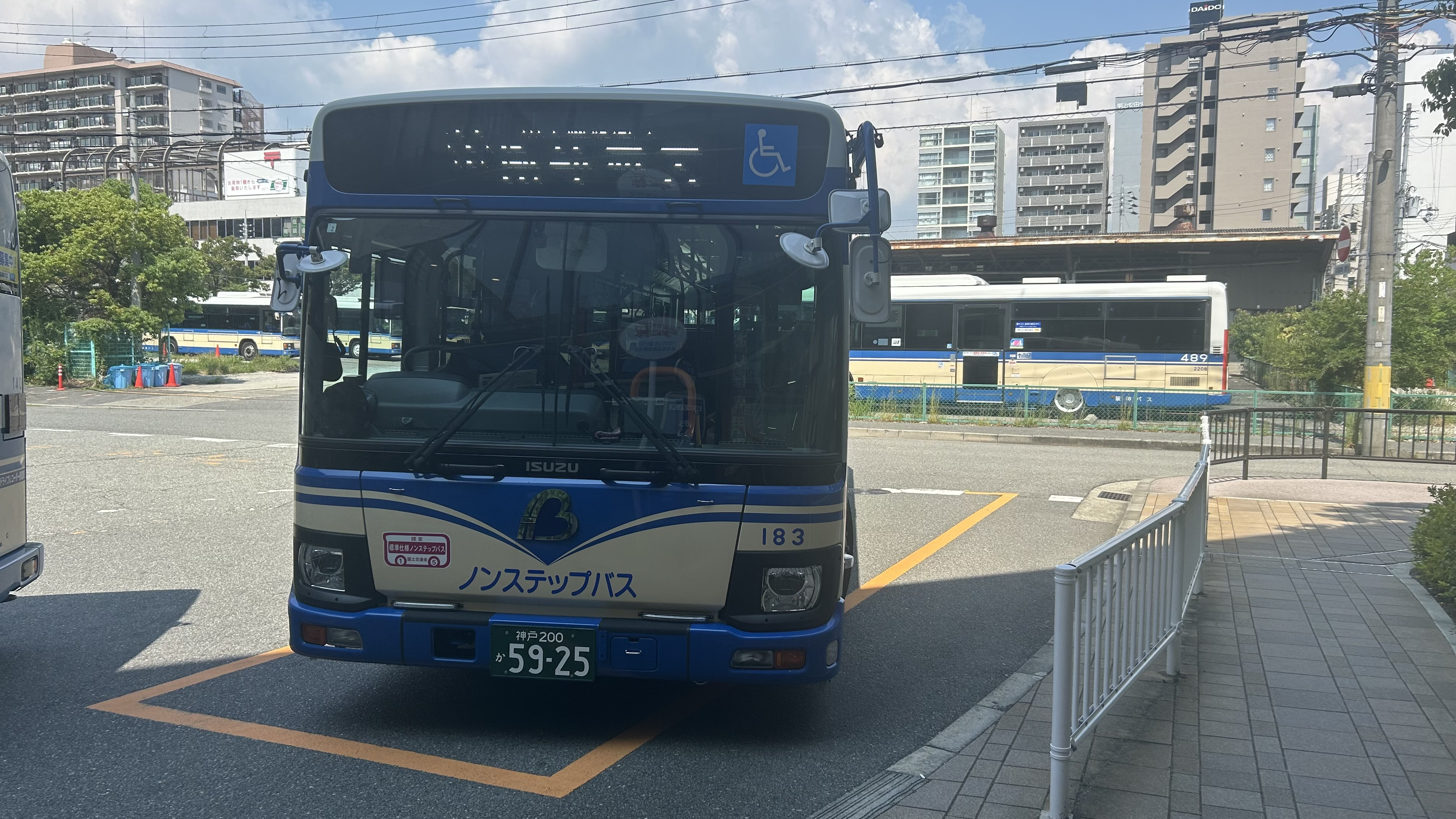
한신버스의 차량

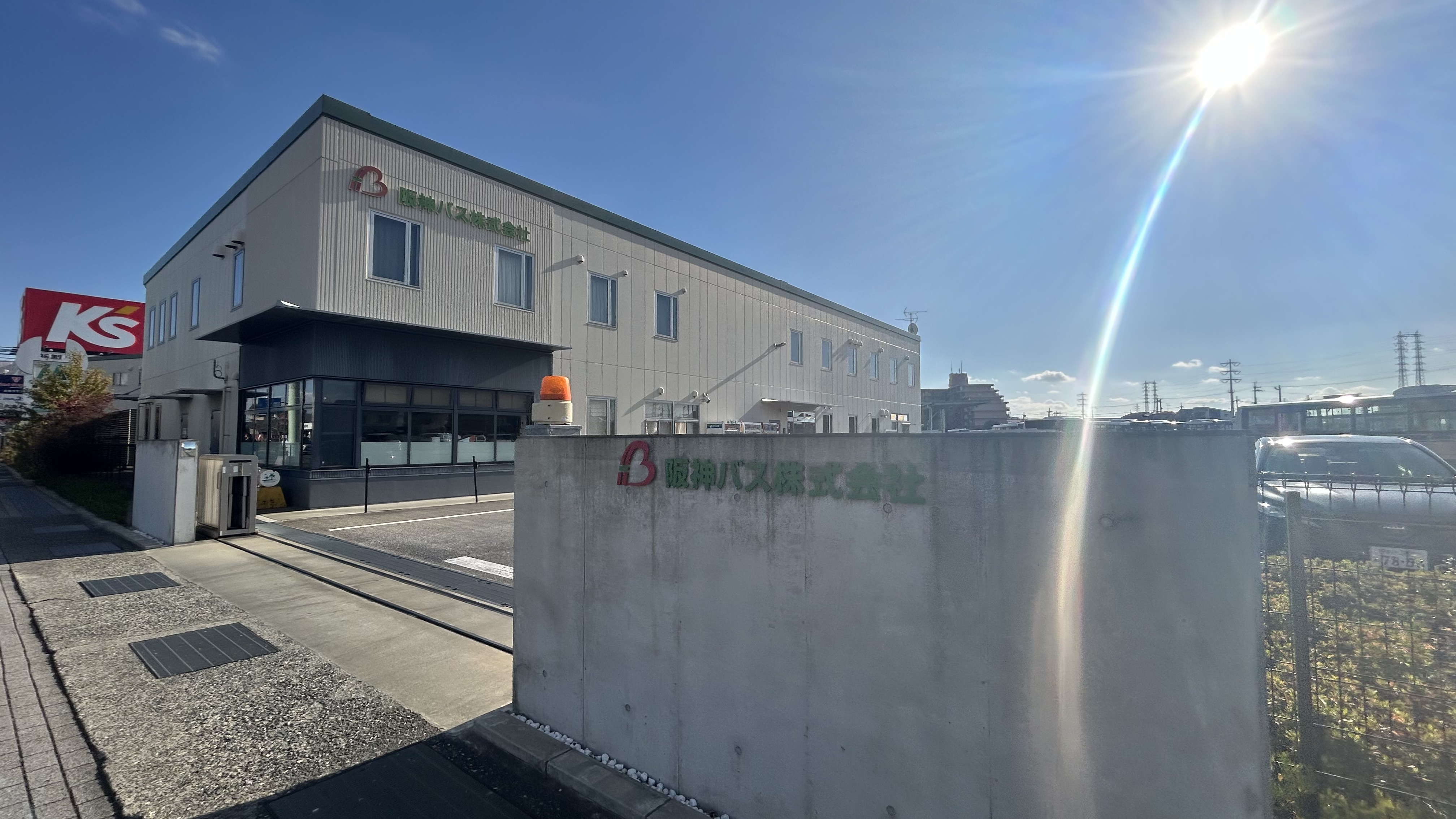
한신 버스 본사

한신버스(일본어: 阪神バス はんしんばす)는 한신전철의 자회사로 한큐 한신 도호 그룹의 버스 사업이다.

## 개요
효고현 아마가사키시, 니시노미야시, 다카라즈카시, 아시야시, 고베시에 있는 일반노선 오사카공항・간사이국제공항으로 가는 공항버스 오사카・고베에서 주고쿠 지방・시코쿠 지방으로 가는 고속버스 하고 관광 버스를 운행하고 있다.

## 역사
- 2005년 12월 14일: 한신 버스 주식회사 설립 이전은 한신전철 버스가 운전했다.
- 2016년 3월 20일: 아마가사키 시내선으로 아마가사키시 교통국부터 이관[1][주 1][주 2].
- 2017년 3월 31일: 한신선에 버스 위치추적 시스템 도입. 아마가사키 시내선은 교통국 소속이지만 2017년 3월 31일에 한신선과 공통화되었다.

## 고속버스
샐러드 익스프레스라는 애칭으로 불린다.

## 공항버스 노선
오사카공항・간사이국제공항으로 가는 버스이다.

### 오사카 공항 출발/도착 노선
- 고베 산노미야
- 한신 고시엔
- 유니버설 스튜디오 재팬
- 마루빌
- 허비스OSAKA
- 호텔 한신
- 신한큐 호텔

### 간사이 국제공항 출발/도착 노선
- 고베 산노미야
- 롯코 아일랜드
- 호텔 한큐 레스피아 오사카
- 하비스 OSAKA
- 신한큐 호텔
- 한큐 니시노미야 키타구치
- JR 니시노미야
- 한신 니시노미야
- 리베르 호텔
- 유니버설 스튜디오 재팬
- 덴포산
- 그랜드 프린스 호텔 오사카 베이 호시노 리조트 리조나레 오사카

## 한신선 (일반노선)

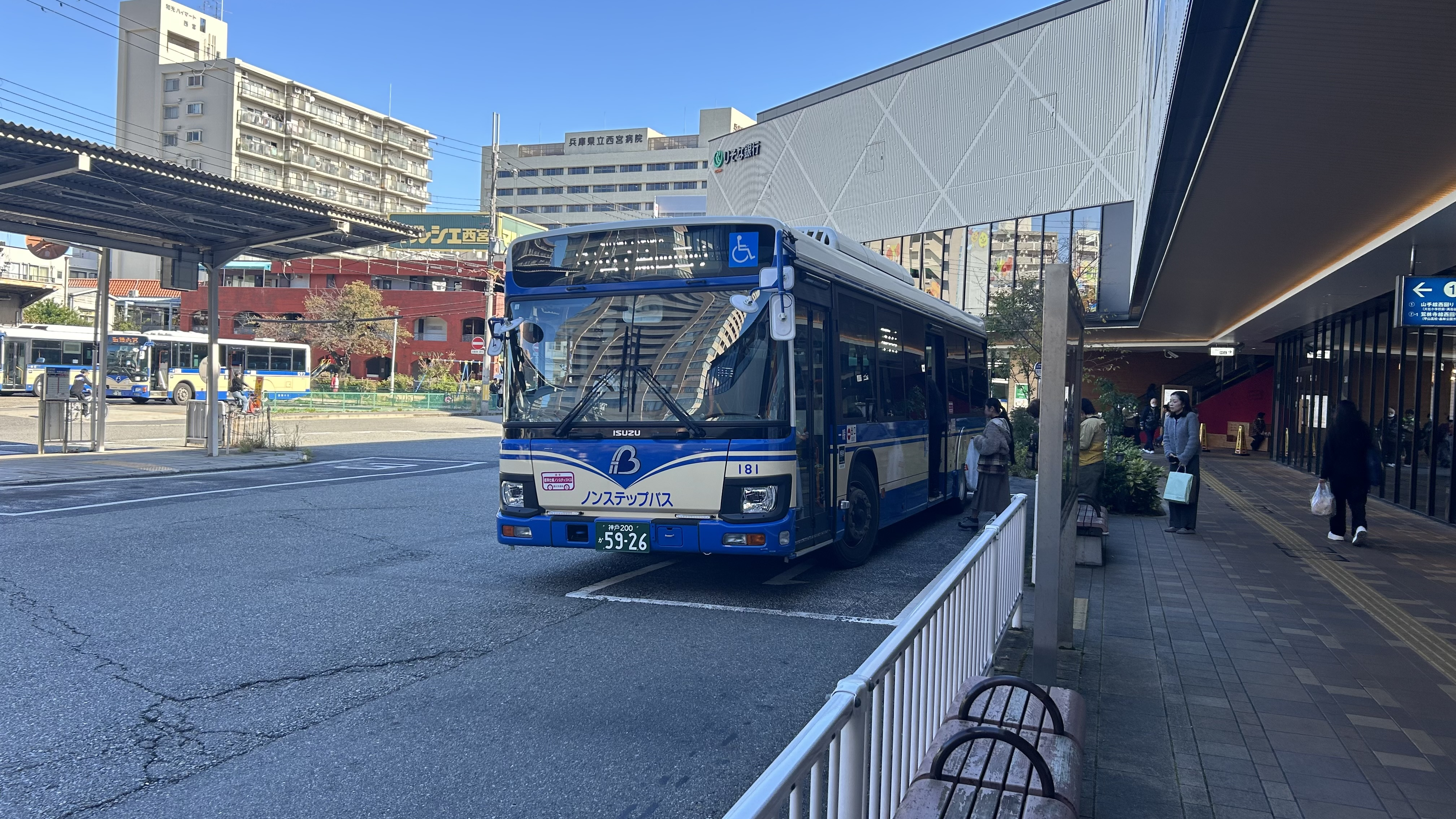
한신선 차량

### 영업소

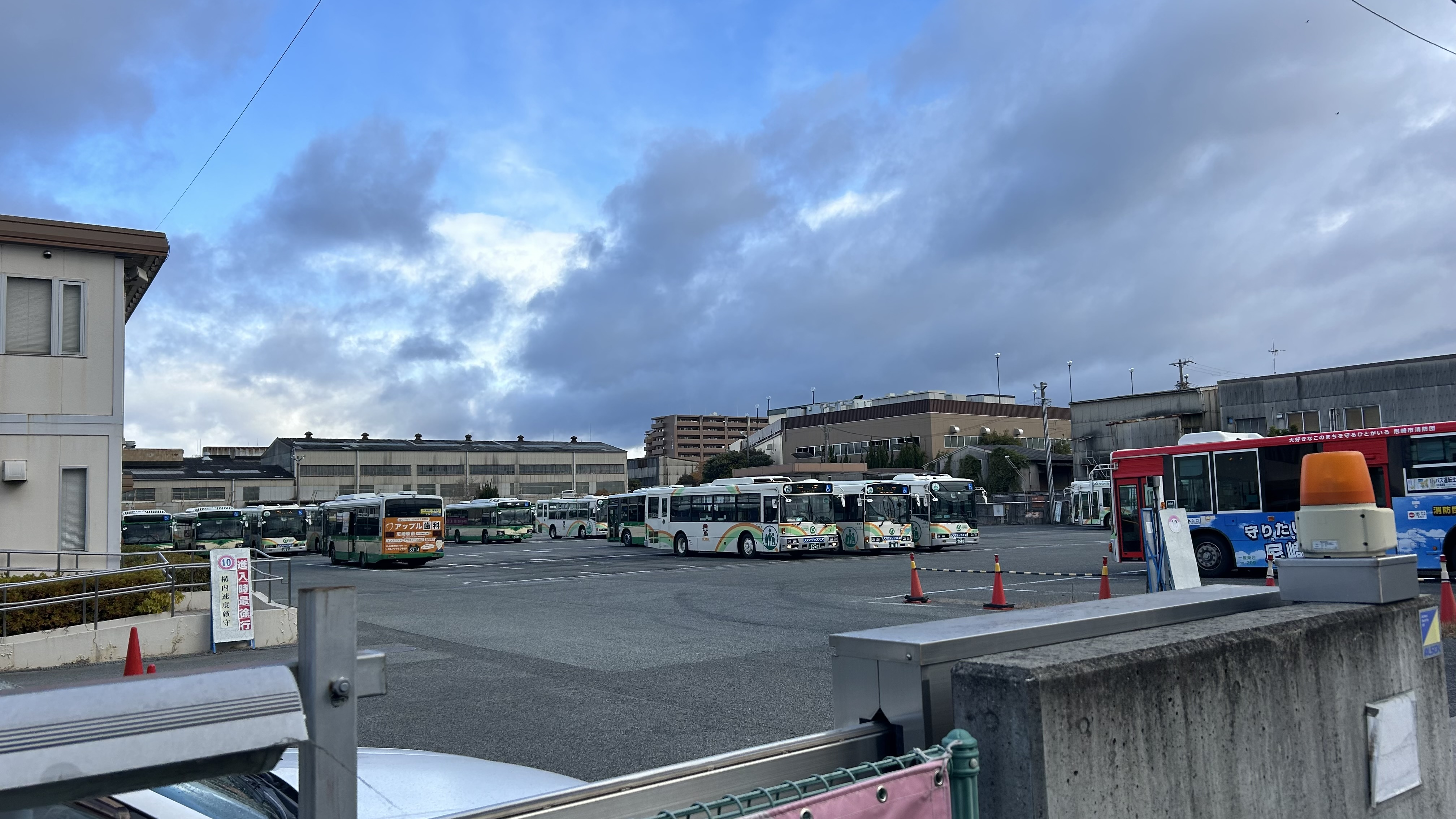
츠카구치 영업소
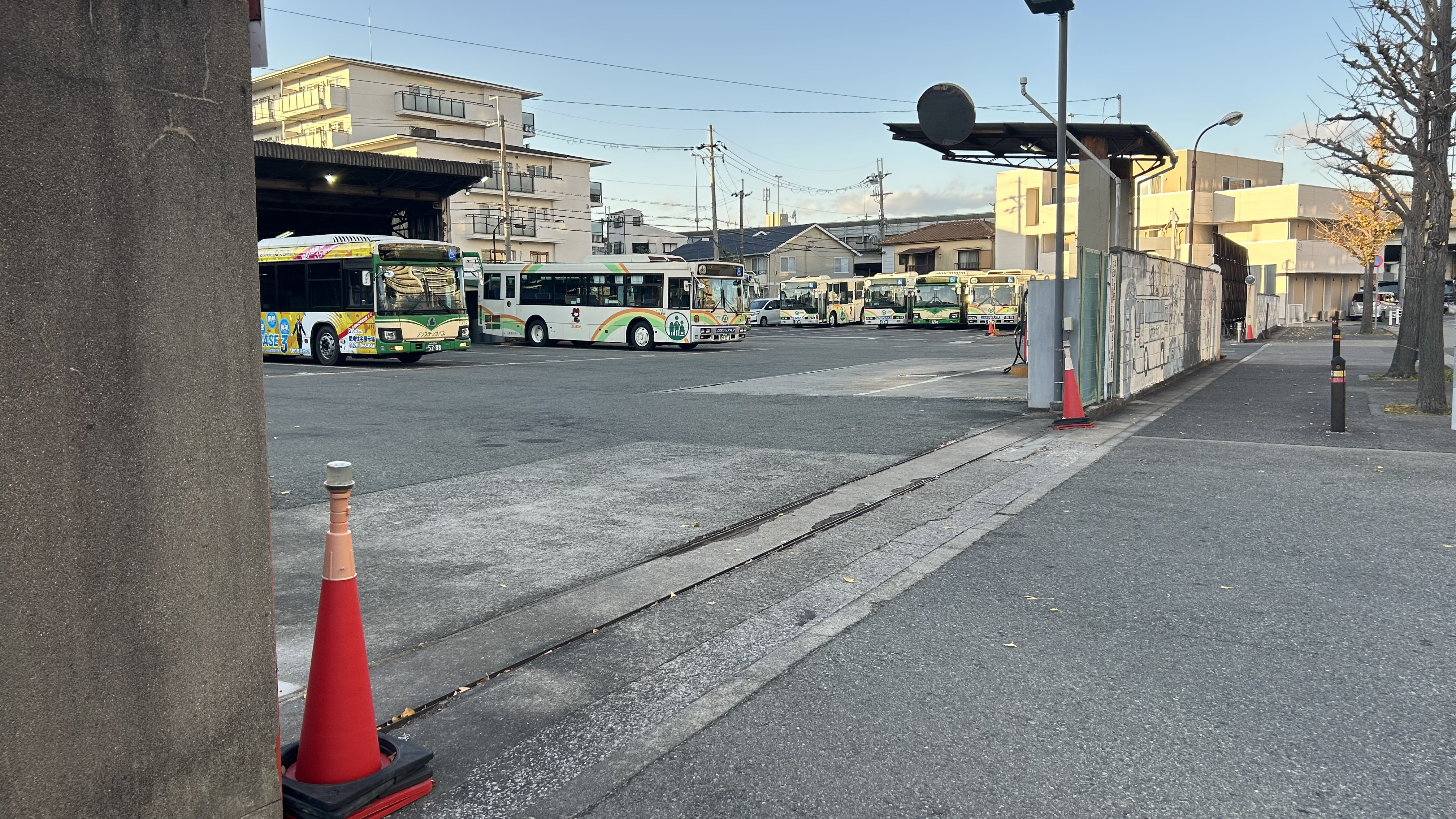
아마가사키 영업소
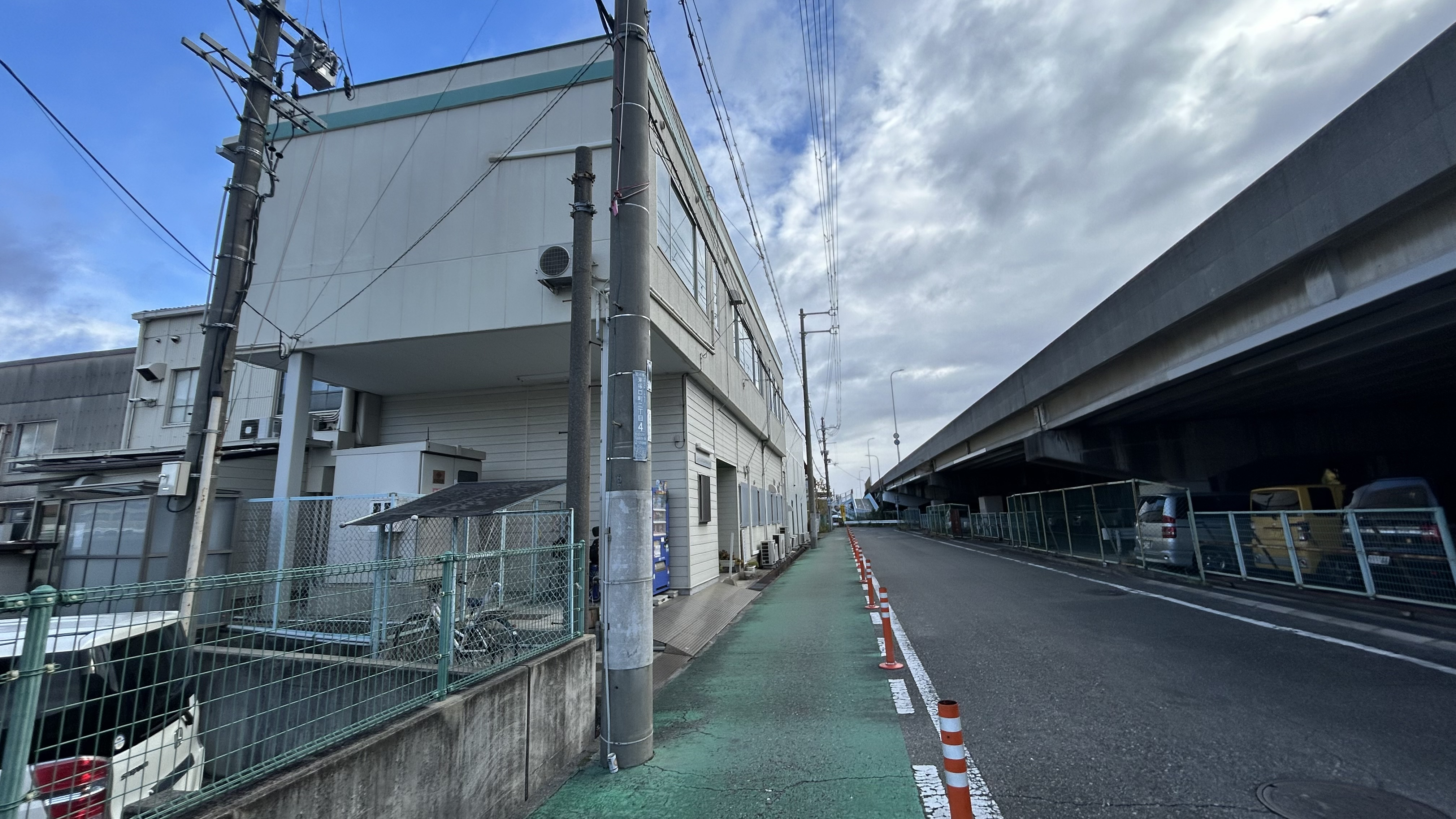
아마가사키 교통사업 진흥

- 니시노미야하마 영업소

### 운행 노선[4]
| 노선명                      | 기점                 | 종점                      | 비고 |
| --------------------------- | -------------------- | ------------------------- | ---- |
| 아마가사키 니시노미야선     | 한신 니시노미야      | 한신 아마가사키           |      |
| 니시노미야 고베선           | 한신 니시노미야      | 고베 세관 앞              |      |
| 구이세 다카라즈카선         | 다카라즈카           | 한신 구이세역 키타        |      |
| 아마가사키 다카라즈카선     | 다카라즈카           | 한신 아마가사키           |      |
| 이타미 다치바나선           | 가나이초             | JR 다치바나               |      |
| 안쿠라단지 순환선           | 다카라즈카           | (순환)                    |      |
| 다카라즈카 고시엔선         | 다카라즈카           | 한신 고시엔               |      |
| 고시엔하마타 차고선         | 한신 고시엔          | 아마가사키 하마다 차고 앞 |      |
| 다카스 히가시선             | JR 고시엔구치        | (순환)                    |      |
| 니시노미야 고시엔선         | 한신 니시노미야      | 한신 고시엔               |      |
| 나루오하마선                | JR 고시엔구치        | (순환)                    |      |
| 하마코시엔선                | 한신 고시엔          | (순환)                    |      |
| 무코가와단지선              | JR 고시엔구치        | 무코가와 단지 미나미      |      |
| 아마가사키 스포츠의 숲 라인 | 한신데야시키         | 아마가사키 스포츠의 숲    |      |
| 니시노미야 야마테선         | 한신 니시노미야      | 한신 니시노미야           |      |
| 주린지선                    | 한신 니시노미야      | 한신 니시노미야           |      |
| 니시노미야하마테선          | 한신 니시노미야 남구 | (순환)                    |      |
| 마리나파크선                | 니시노미야키타구치   | (순환)                    |      |
| 니시노미야하마코시엔선      | 한신 고시엔          | 니시노미야하마 중앙       |      |
| 니시노미야단지선            | 한신 니시노미야      | (순환)                    |      |
| 니시노미야키타구치선        | 니시노미야키타구치   | 한신 니시노미야           |      |
| 정성공윤회선                | 한신 고시엔          | 정성공윤회관              |      |

## 아마가사키 시내선 (일반노선)

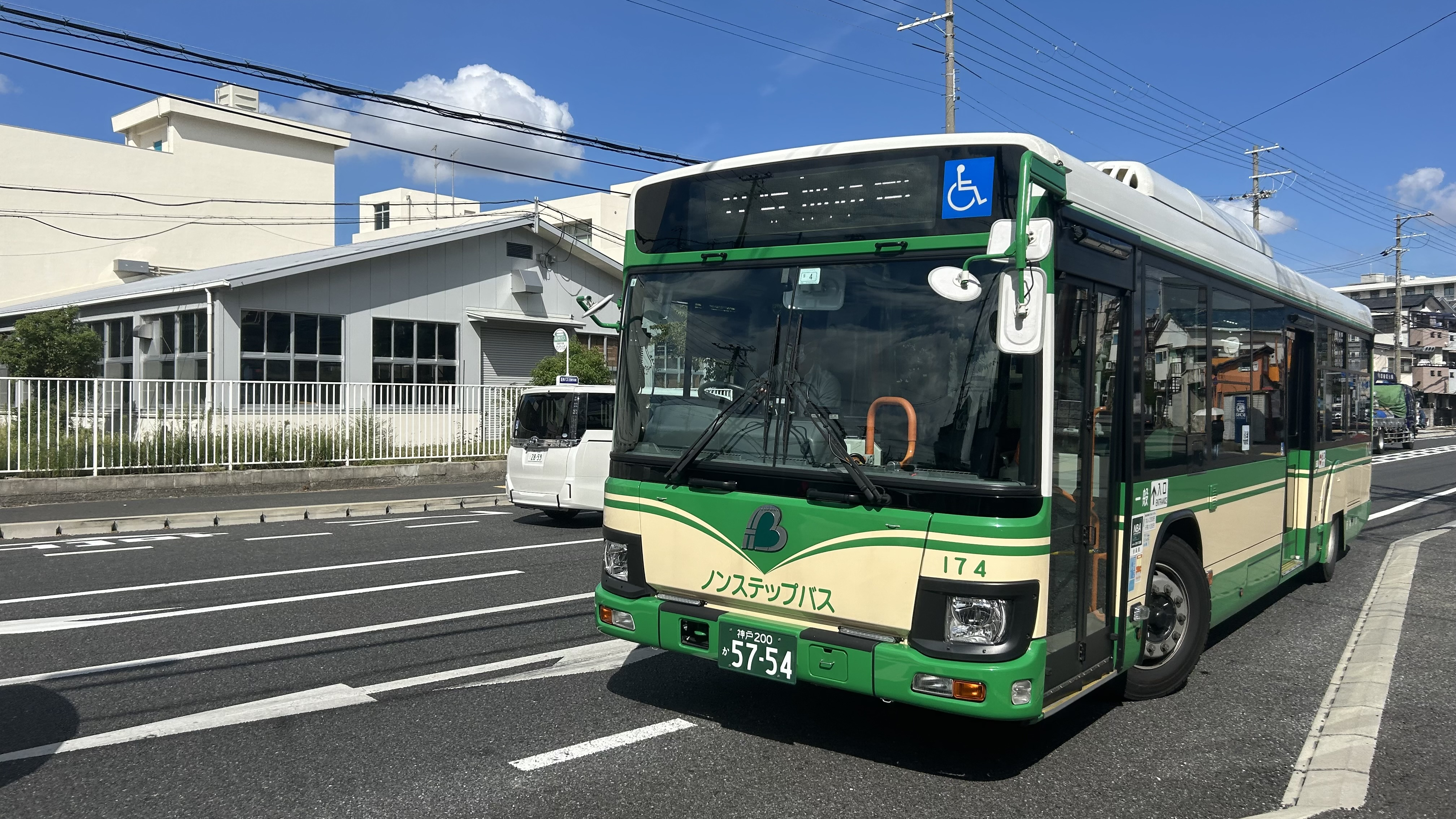
아마가사키 시내선 차량

### 영업소
- 츠카구치 영업소
- 무코 영업소
- 아마가사키 교통사업 진흥

- 츠카구치 영업소
- 무코 영업소
- 아마가사키 교통사업 진흥

### 운행 노선[5]
| 노선번호 | 기점            | 경유지                                                                                | 종점                            | 비고 |
| -------- | --------------- | ------------------------------------------------------------------------------------- | ------------------------------- | ---- |
| 11       | 한큐 소노다     | 나코지・JR아마가사키                                                                  | 한신 아마가사키                 |      |
| 12       | 한큐 츠카구치   | JR 츠카구치・나코지・JR아마가사키                                                     | 한신쿠이세                      |      |
| 13       | 한큐 츠카구치   | 오하마 니시구치・아마가사키 종합의료센터                                              | 한신 아마가사키                 |      |
| 13-2     | 한큐 츠카구치   | 오하마 니시구치・아마가사키 종합의료센터 정문 앞                                      | 한신 아마가사키                 |      |
| 14       | 한큐 츠카구치   | JR다치바나・시청                                                                      | 한신데야시키                    |      |
| 15       | 한큐 무코노소   | JR다치바나・시청                                                                      | 한신 아마가사키                 |      |
| 20       | JR 이나데라     | 다노우・한큐 소노다                                                                   | 히가시소노다                    |      |
| 21       | 한큐 소노다     | 아마가사키 미즈노 우체국 앞・JR 츠카구치                                              | 한큐 츠카구치                   |      |
| 21-2     | 도노우치        | 아마가사키 미즈노 우체국 앞・JR 츠카구치                                              | 한큐 츠카구치                   |      |
| 22       | 한큐 소노다     | 아마가사키 미즈노 우체국 앞・오하마                                                   | 한신 아마가사키                 |      |
| 22-2     | 한큐 소노다     | 아마가사키 미즈노 우체국 앞・아마가사키 종합의료센터 정문 앞                          | 한신 아마가사키                 |      |
| 23       | 도노우치        | 한큐 소노다・JR아마가사키                                                             | 한신 아마가사키                 |      |
| 24       | 한큐 소노다     | 고탄다・JR 아마가사키                                                                 | 한신쿠이세                      |      |
| 30       | 한큐 츠카구치   | 아마가사키키타 초등학교・JR타치바나・리서치코어 앞                                    | 무코가와                        |      |
| 31       | 한큐 츠카구치   | 아마가사키키타 초등학교・아마가사키 종합의료센터                                      | 한신 아마가사키                 |      |
| 40       | 미야노키타 단지 | 조영중학교・토키토모                                                                  | 한큐 무코노소                   |      |
| 41       | 미야노키타 단지 | 무코 초등학교                                                                         | 한큐 무코노소                   |      |
| 41-2     | 미야노키타 단지 | 토모유키노시구치                                                                      | 한큐 무코노소                   |      |
| 43       | 미야노키타 단지 | 츠네마츠・한큐 무코노소・산재병원・JR타치바나・아마가사키 종합의료센터                | 한신 아마가사키                 |      |
| 43-2     | 무코 영업소     | 무고 초등학교・츠네마츠・한큐 무코노소・산재병원・JR타치바나・아마가사키 종합의료센터 | 한신 아마가사키                 |      |
| 45       | 무코 영업소     | 무코노고                                                                              | 한큐 무코노소                   |      |
| 46       | 무코 영업소     | 니시무코                                                                              | 한큐 무코노소                   |      |
| 47       | 무코 영업소     | 한큐 무코노소・JR타치바나・아마가사키 니시 소방서 앞                                  | 무코가와                        |      |
| 47-2     | 무코 영업소     | 한큐 무코노소・JR타치바나・산재병원                                                   | 무코가와                        |      |
| 48       | 한큐 무고노소   | 쿠리야마쵸 2초메・오하마 니시구치                                                     | JR 아마가사키 (남)              |      |
| 48-2     | 한큐 무고노소   | 쿠리야마쵸 2초메・오하마 니시구치                                                     | JR 아마가사키 (북)              |      |
| 49       | 한큐 무고노소   | 산재병원・JR다치바나・시청                                                            | 한신데야시키                    |      |
| 50       | JR 아마가사키   | 아마가사키 종합의료센터・JR다치바나・산재 병원                                        | 한신데야시키                    |      |
| 50-2     | 한신쿠이세      | JR 아마가사키・아마가사키 종합의료센터・JR다치바나・산재 병원                         | 한신데야시키                    |      |
| 50-3     | JR 아마가사키   |                                                                                       | 아마가사키 종합의료센터 정문 앞 |      |
| 50-4     | JR 아마가사키   | 아마가사키 종합의료센터・JR다치바나・산재 병원                                        | 무코가와                        |      |
| 51       | JR 아마가사키   | 히가시다이모츠초 1초메                                                                | 한신쿠이세                      |      |
| 52       | JR 아마가사키   | 한신 다이모츠                                                                         | 코스모 산업단지                 |      |
| 55       | 한큐 무코노소   | JR타치바나・아마가사키 종합의료센터                                                   | JR 아마가사키                   |      |
| 58       | 한큐 츠카구치   | 한신스이도마에・오하마                                                                | JR 아마가사키                   |      |
| 60       | JR 다치바나     | 리서치코아 앞・츠루마치                                                               | 스에히로초                      |      |
| 70       | 한신 아마가사키 | 클린센터・히가시카이간초                                                              | 클린센터 제2공장                |      |
| 85       | 한신데야시키    | 나카하마・츠루마치                                                                    | 스에히로초                      |      |
| 90       | 무코가와        | 오하마2초메・아마가사키 스포츠의 숲                                                   | 아마가사키 테크노랜드 앞        |      |
| AD1      | 무코 영업소     | 한큐 무코노소・JR타치바나・한신 아마가사키                                            | 아마가사키 드라이브 학교 앞     |      |
| AD2      | 한큐 츠카구치   | 한신 아마가사키                                                                       | 아마가사키 드라이브 학교 앞     |      |
| AD3      | 한큐 소노다     | JR 아마가사키                                                                         | 아마가사키 드라이브 학교 앞     |      |

## 일반 노선버스 운임
- 어른 240엔 어린이 120엔[6]
- 고베 특별구내는 어른 230엔 어린이 120엔[주 3]
- 고베특별구내와 고베특별구 밖을 오가는 경우 어른 240엔, 어린이 120엔.
- 아마가사키 시내선의 1일 승차권은 어른 600엔 어린이 300엔[6][주 4]
- IC카드는 hanica PiTaPa ICOCA 이용 가능 입니다
- 2025년 9월 1일에 운임을 어른 250엔으로 일괄 인상한다. 또한 이에 따라 고베 특구도 폐지되어 전 구간 운임이 통일된다[7].

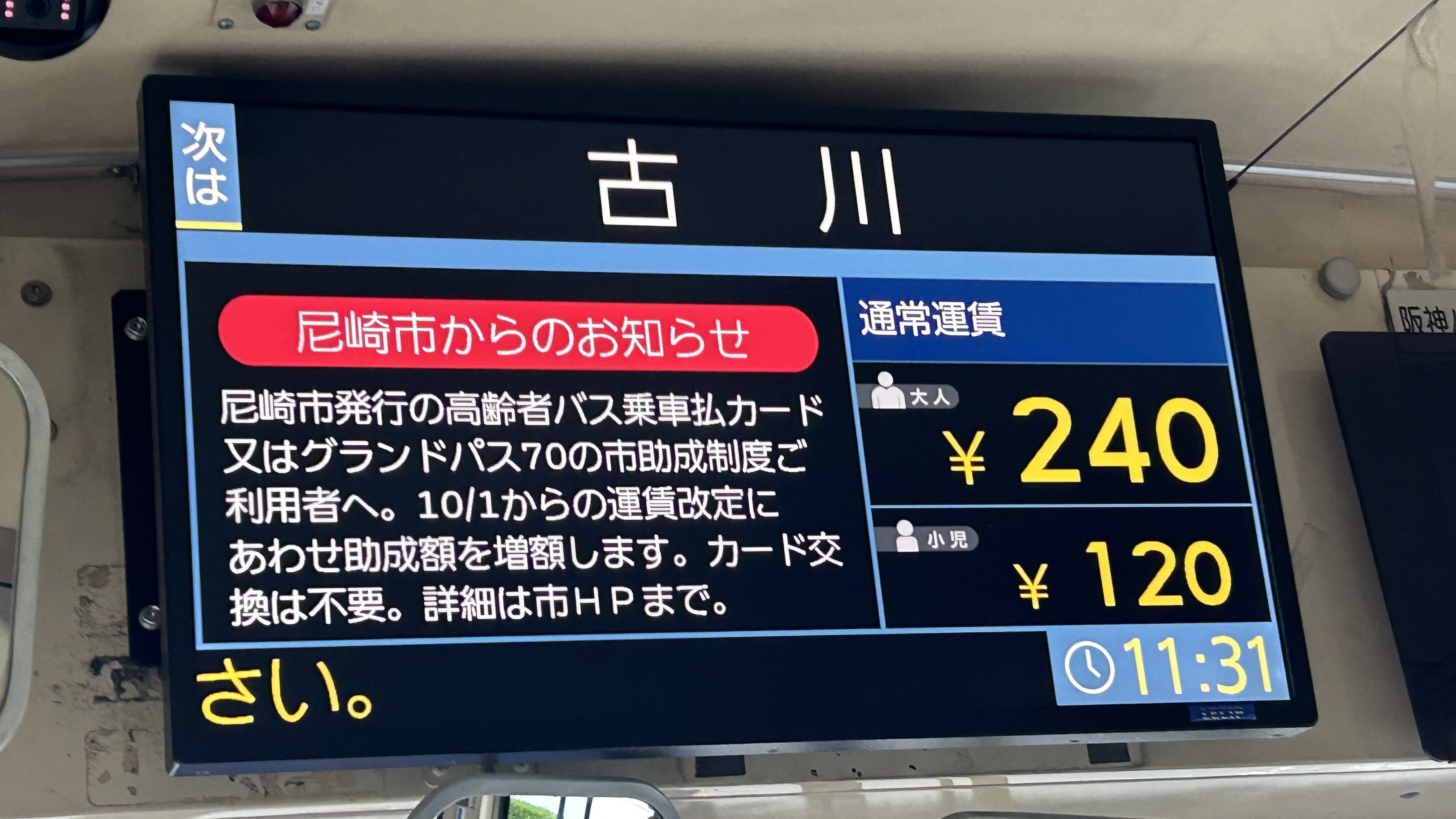
일반 요금
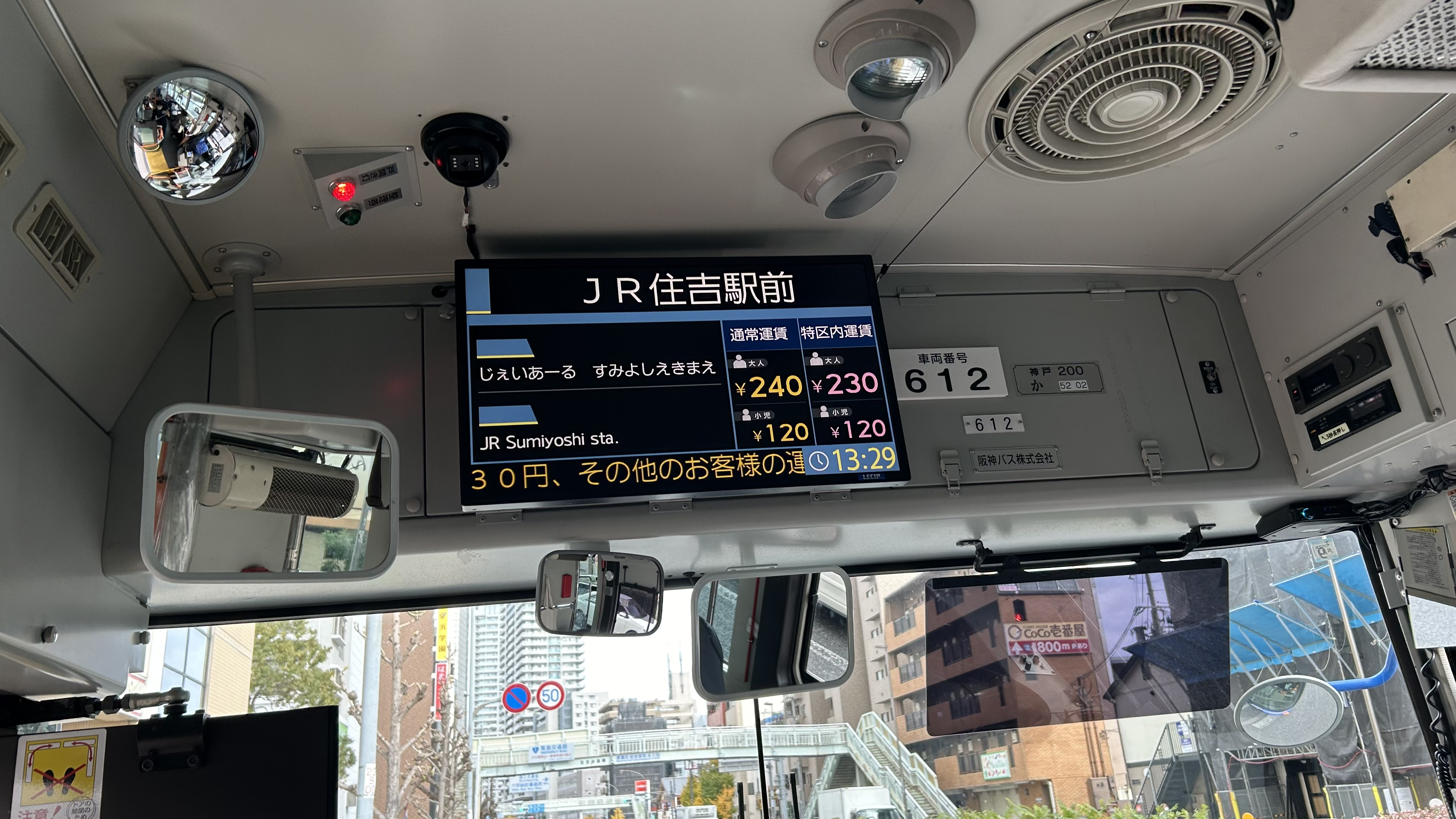
특별구 내 요금
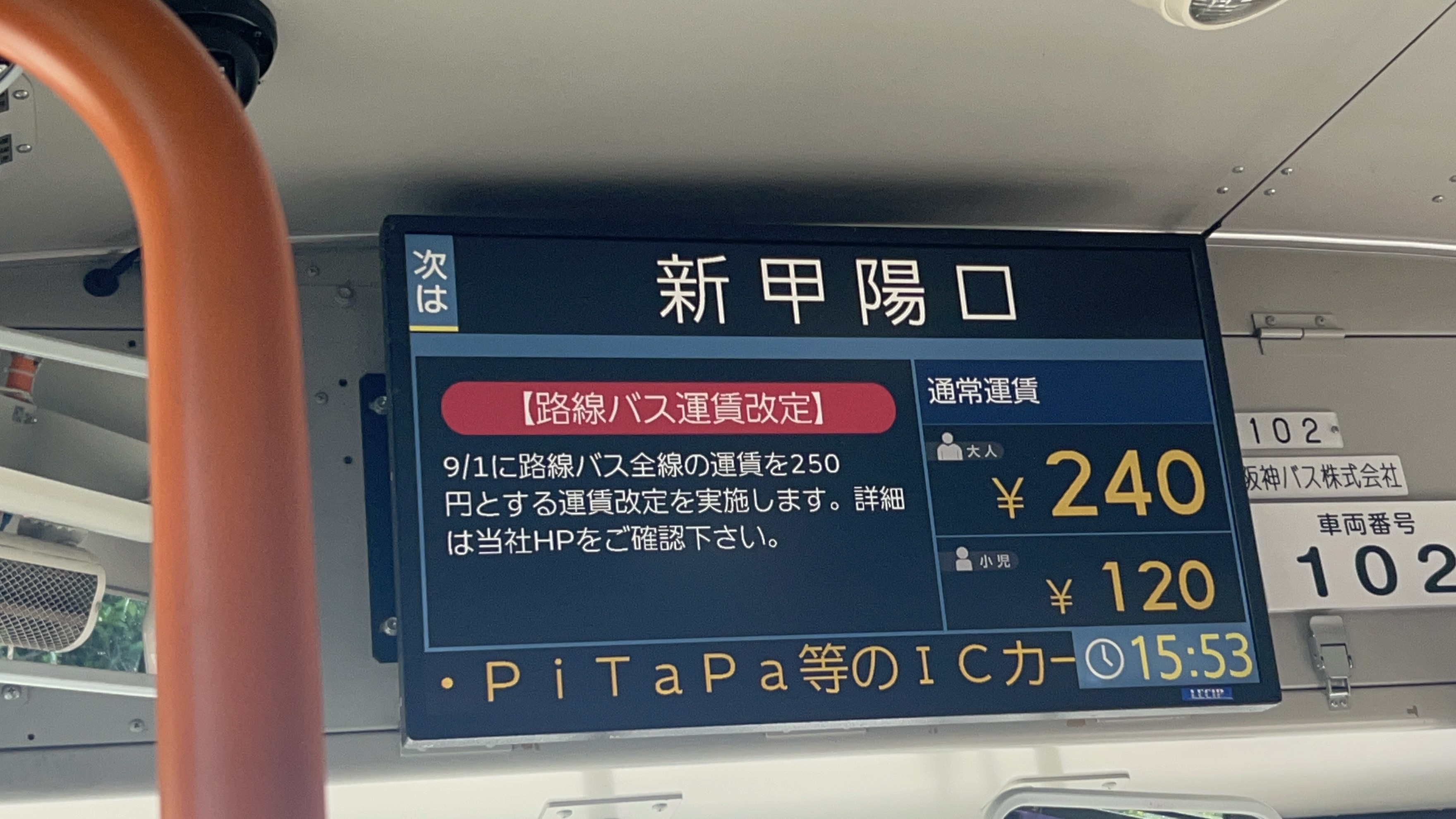
운임 개정 안내

## 일반 노선버스 승차 방법
- 한신선은 뒤에서 타고 앞에서 내린다. 아마가사키 시내선은 앞에서 타고 뒤에서 내린다.
- 한신선은 하차 시 지불 환전 방식. 아마가사키 시내선은 승차 시 지불 거스름돈 방식.